# El viaje vertical
El viaje vertical es una novela del escritor español Enrique Vila-Matas, publicada inicialmente en febrero de 1999 por la colección «Narrativas hispánicas» de la Editorial Anagrama, y luego en 2006 por la editorial madrileña Quinteto, cambiando su portada y diseño.
Por esta obra Vila-Matas obtuvo el Premio Rómulo Gallegos en 2001, al año siguiente de que lo obtuviese su amigo Roberto Bolaño con Los detectives salvajes.
Al igual que todos sus libros, éste está dedicado a su cónyuge Paula Massot, bajo el apelativo de Paula de Parma.

## Argumento
Federico Mayol es un anciano jubilado, otrora un exitoso emprendedor y miembro del partido nacionalista catalán. Su esposa, con quien acaba de cumplir las bodas de oro, decide abandonarlo para comenzar a buscarse a sí misma. Desconsolado, busca el apoyo de sus hijos y amigos, temiendo comenzar una nueva vida en su edad tan avanzada. Esto motivará a Mayol a iniciar un viaje tanto físico como interior.

## Estructura
La novela está dividida en los capítulos cortos:
1. Caer
2. El pensador de café frío
3. Orient-Express
4. Un susto de camposanto
5. Kim Novak
6. El futuro de los recuerdos
7. Desde que llegué al mar
8. Cuando el azar descansa
9. Sintonice con la cultura
10. Nunca la derrota es sólo derrota
11. Puerto metafísico
12. La Atlántida
13. La vuelta al colegio
14. Mano sin línea
15. Excepcional capacidad para hundirse

Algunos de estos capítulos en realidad corresponden a breves extractos de obras de otros autores, de distintas épocas y estilos:

«Cae / Cae eternamente / Cae al fondo del infinito / Cae al fondo de ti mismo / Cae lo más bajo que se pueda caer.»
«Caer». Vicente Huidobro, Altazor (extracto)

«No sé si me da miedo la muerte, no sé casi nada desde que llegué al mar.»
«Desde que llegué al mar». Marguerite Duras, C'est tout (extracto)

«El descenso seduce / como sedujo el ascenso. / Nunca la derrota es sólo derrota, pues / el mundo que abre es siempre un paraje / antes / insospechado.»
«Nunca la derrota es sólo derrota». William Carlos Williams, El descenso (extracto)

«Acaecieron grandes terremotos e inundaciones y, en el breve espacio de una noche, la Atlántida se sumió en la tierra entreabierta.»
«La Atlántida». Platón

«¿Qué destino nos revela la mano sin línea de la vida?»
«Mano sin línea». Al Berto, Una existencia de papel (extracto)